# Анна Аткінс
А́нна А́ткінс (англ. Anna Atkins, до шлюбу Чі́лдрен, англ. Anna Children; 16 березня 1799, Тонбрідж — 9 червня 1871, Севеноукс) — англійська ботанікиня і фотографка. Вважається авторкою першої книжки, ілюстрованої суто фотографіями. Відповідно до низки джерел, перша жінка, яка створила фотографію.

## Життєпис
Народилася у Тонбріджі (графство Кент) в сім'ї англійського науковця Джона Джорджа Чілдрена (англ. John George Children). Мати, Естер Енн Чілдрен (англ. Hester Anne Children), після важких пологів померла 1800 року. Завдяки батькові Анна здобула всебічну освіту. 
Швидко здобула реноме визнаної ілюстраторки, створивши 250 малюнків до англійського видання праці Жана Батиста Ламарка «Genera of Shells» (1822-1824).
1825 року одружилася з Джоном Пеллі Аткінсом та переїхала до будинку родини Аткінсів Галстед Плейс (англ. Halstead Place) у дистрикті Севеноукс, графство Кент.
Присвятила себе біологічним дослідженням та збиранню гербаріїв. 1839 року вступила до Ботанічного товариства в Лондоні. 
Анна Аткінс застосувала метод ціанотипїї, винайдений у 1842 році, для фотографування водоростей. За результатами цієї роботи опублікувала першу у світі книгу, ілюстровану фотографіями: «British Algae: Cyanotype Impressions», яка збереглася донині лише в 12 екземплярах. Після чого видала у співпраці з приятелькою Енн Діксон (англ. Anne Dixon, 1799-1864) наступні два томи серії «British Algae», а також інші книги, ілюстровані власними світлинами — «Cyanotypes of British and Foreign Flowering Plants and Ferns» (1854) тощо.
1865 року передала свою колекцію гербаріїв до Британського музею.
Померла в Галстед Плейс 1871 року від паралічу і ревматизму у віці 72 років.

## Галерея

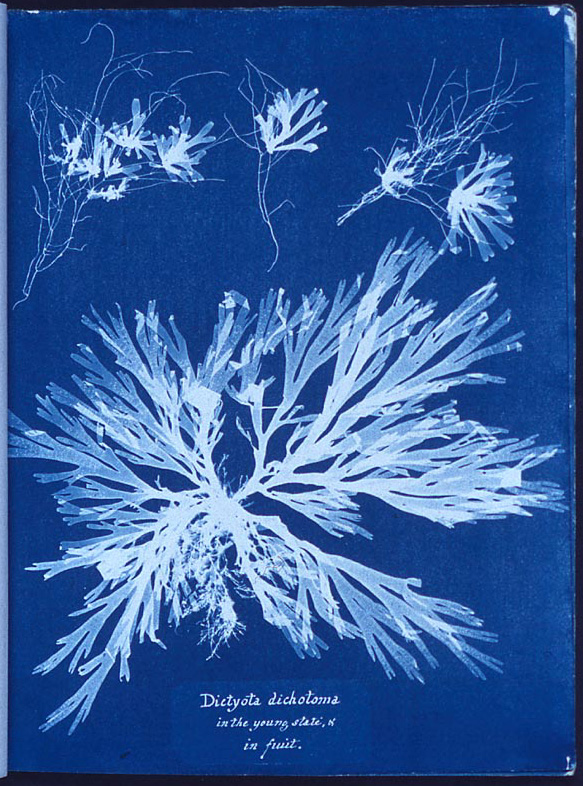
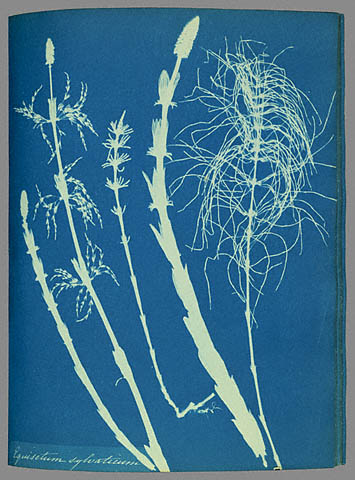
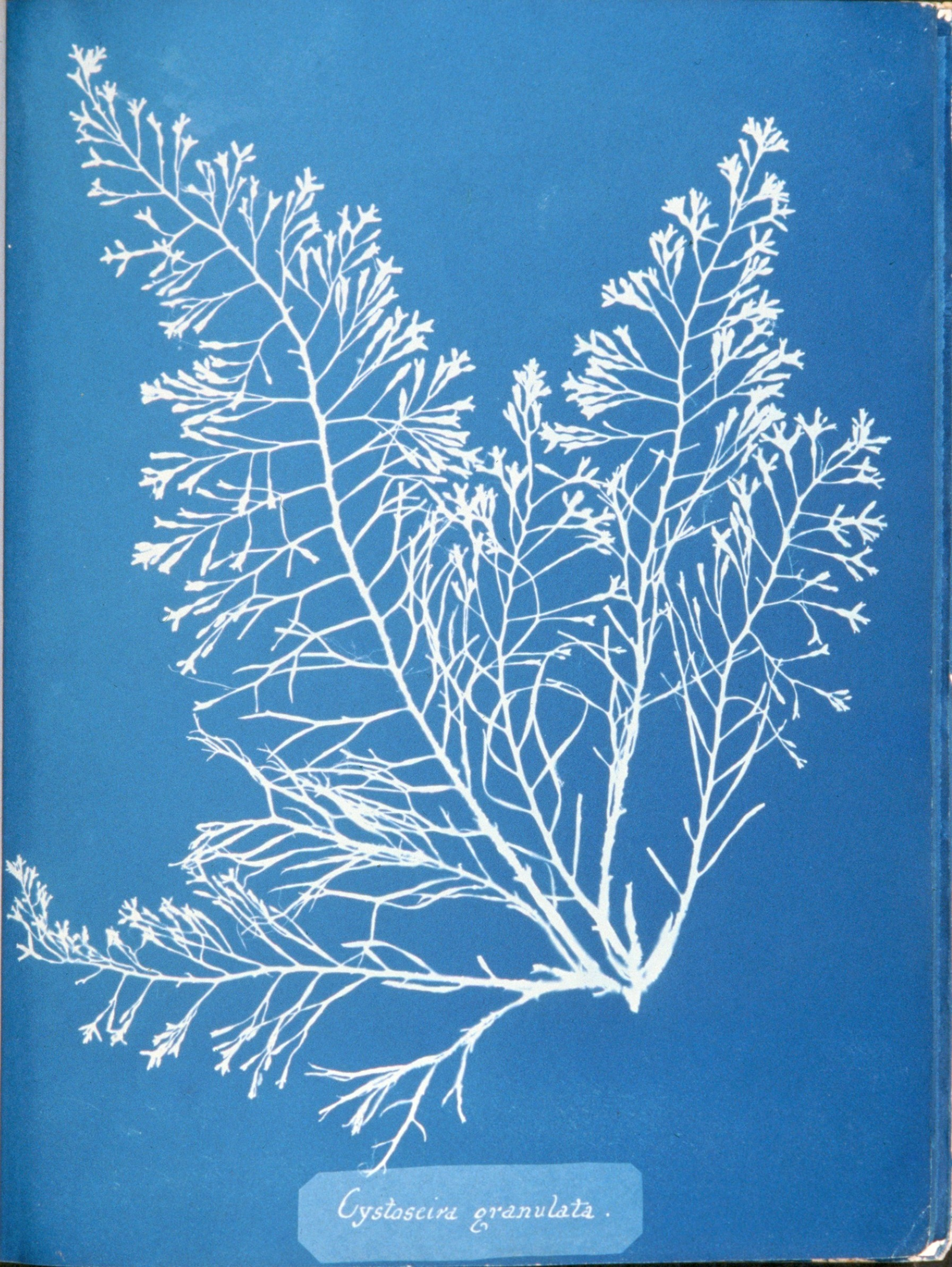
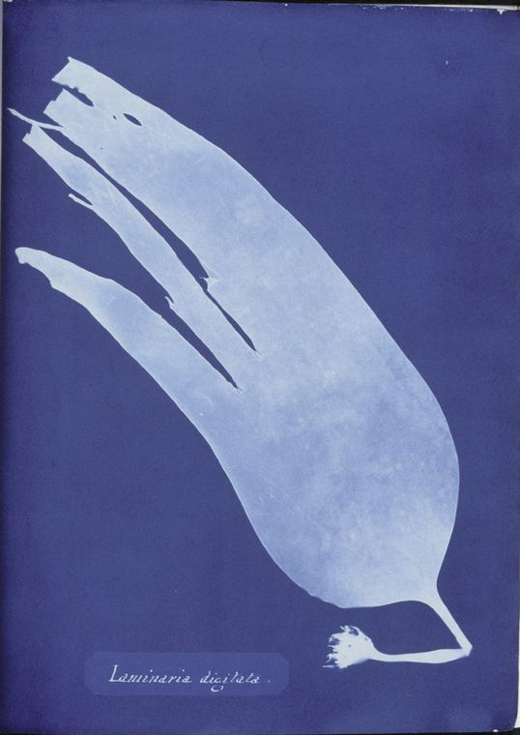
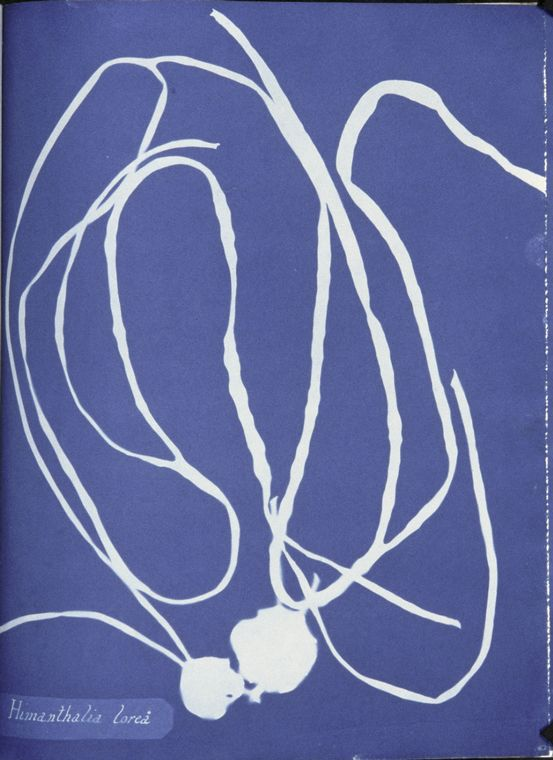
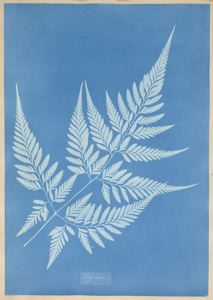